# 埃贡·斯文松
埃贡·斯文松（瑞典語：Egon Svensson，1913年11月17日—1995年6月12日），瑞典男子摔跤运动员。他曾代表瑞典参加1936年夏季奥林匹克运动会摔跤比赛，获得男子古典式雏量级银牌。